# Nova Rock Festival
Nova Rock Festival – festiwal muzyczny odbywający się w Nickelsdorfie w Austrii od 2005 roku. Festiwal odbywa się co roku w czerwcu. Nova Rock jest największym festiwalem muzycznym w Austrii oraz jednym z największych w Europie. Organizowany jest on przez Nova Music Entertainment, przy współpracy z musicnet oraz FKP Scorpio. Szacuje się, że podczas trwania festiwalu, obecnych jest średnio od 30 do 35 tys. uczestników.

## 2005
- Pierwsza edycja festiwalu odbyła się w dniach od 9 do 12 czerwca 2005 roku. Poniższa tabela prezentuje artystów, którzy wystąpili podczas tej edycji:

|                               |                                      |                   |                |
| 9 czerwca                     | 10 czerwca                           | 11 czerwca        | 12 czerwca     |
| System of a Down              | Die Ärzte                            | The Prodigy       | Green Day      |
| Audioslave                    | Marilyn Manson                       | Nightwish         | Millencolin    |
| Wir sind Helden               | Weezer                               | Soulfly           | Boysetsfire    |
| Beatsteaks                    | Mando Diao                           | In Extremo        | 3 Feet Smaller |
| La Vela Puerca                | The (International) Noise Conspiracy | Reel Big Fish     |                |
| Moneybrother                  | Mudvayne                             | The Dissociatives |                |
| Team Sleep                    | Madsen                               | The Hellacopters  |                |
| Trail of Dead                 | Core                                 | Schandmaul        |                |
| 80´s Matchbox B-line Disaster |                                      | Exilia            |                |

## 2006
- Druga edycja festiwalu odbyła się w dniach od 9 do 12 czerwca 2006 roku. Poniższa tabela prezentuje artystów, którzy wystąpili podczas tej edycji:

| Piątek                  | Sobota         | Niedziela       |
| ----------------------- | -------------- | --------------- |
| Metallica               | Placebo        | Guns N' Roses   |
| Motörhead               | Massive Attack | Tool            |
| Alice in Chains         | Live           | Bloodhound Gang |
| Alter Bridge            | Starsailor     | Oomph!          |
| Avenged Sevenfold       | The Datsuns    | Apocalyptica    |
| Stone Sour              | The Sounds     | Opeth           |
| Bullet for My Valentine | Billy Talent   | Die Krupps      |
| Trivium                 | The Answer     | Sebastian Bach  |
| Bloodsimple             | Tyler          |                 |
| Unheilig                |                |                 |

## 2007
- Trzecia edycja festiwalu odbyła się w dniach 15 - 17 czerwca 2007 roku. W porównaniu do poprzednich dwóch edycji wprowadzono zmiany. Podzielono występy na dwie sceny, czerwoną oraz niebieską, gdzie grały zespoły:

| Niebieska scena               | Niebieska scena    | Niebieska scena    | Czerwona scena | Czerwona scena      | Czerwona scena    |
| 15 czerwca                    | 16 czerwca         | 17 czerwca         | 15 czerwca     | 16 czerwca          | 17 czerwca        |
| The Smashing Pumpkins         | Billy Talent       | Pearl Jam          | Marilyn Manson | The Killers         | Slayer            |
| Incubus                       | In Extremo         | Linkin Park        | In Flames      | Mando Diao          | Flogging Molly    |
| The Hives                     | Machine Head       | 30 Seconds to Mars | Stone Sour     | My Chemical Romance | Children of Bodom |
| Me First & The Gimme Gimmes   | Papa Roach         | Bright Eyes        | Lordi          | Less Than Jake      | Drowning Pool     |
| Editors                       | Reel Big Fish      | Frank Black        | Helmet         | Modest Mouse        | Clawfinger        |
| IAMX                          | Mastodon           | Sunrise Avenue     | Ill Nino       | Sarah Bettens       | Chimaira          |
| Fotos                         | Bosshoss           | Hinder             | Isis           | The Deykeenies      | Aiden             |
| Johnossi                      | Hardcore Superstar | Hayseed Dixie      | Negative       | Excuse Me Moses     | The Staggers      |
| Under The Influence Of Giants | In This Moment     | Across The Delta   | DevilDriver    | bd.                 | Spout             |

## 2008
- Czwarta edycja festiwalu odbyła się w dniach 13 - 15 czerwca 2008 roku. Wystąpiły następujące zespoły:

| Niebieska scena | Niebieska scena | Niebieska scena          | Czerwona scena      | Czerwona scena    | Czerwona scena          |
| 13 czerwca      | 14 czerwca      | 15 czerwca               | 13 czerwca          | 14 czerwca        | 15 czerwca              |
| Die Ärzte       | The Verve       | Rage Against the Machine | Sex Pistols         | Motörhead         | Judas Priest            |
| NOFX            | Beatsteaks      | Incubus                  | Cavalera Conspiracy | In Flames         | Bullet for My Valentine |
| MIA.            | Gavin Rossdale  | Kid Rock                 | Jonathan Davis      | Bad Religion      | Disturbed               |
| Ash             | New Model Army  | Rise Against             | Porcupine Tree      | Subway to Sally   | Alter Bridge            |
| Alkbottle       | Carbon/Silicon  | Anti Flag                | Airbourne           | Opeth             | Enter Shikari           |
| Hundred Reasons | The Godfathers  | The Weakerthans          | Rose Tattoo         | Sonic Syndicate   | Skindred                |
| Donots          | Melee           | Guadalajara              | Volbeat             | Alpha Galates     | Black Tide              |
| Panteón Rococó  | Sunshine        | Jaguar Love              | From First to Last  | Kill Hannah       | bd.                     |
| ZOX             | Die Mannequin   | Vanilla Sky              | The Sorrow          | Fire in The Attic | Spout                   |

## 2009

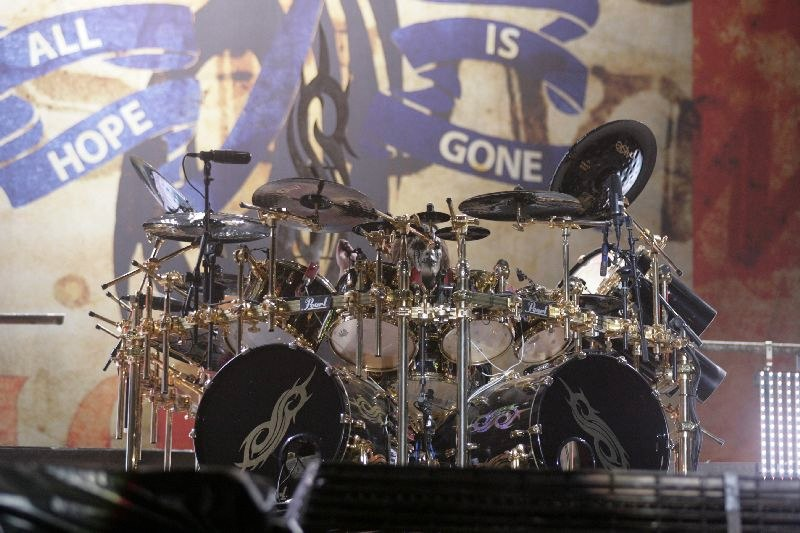
Perkusista grupy Slipknot Joey Jordison podczas występu na Nova Rock Festival 2009

- Piąta edycja festiwalu odbyła się w dniach 19 - 21 czerwca 2009 roku. Wystąpiły następujące zespoły:[1]

| Niebieska scena    | Niebieska scena         | Niebieska scena        | Czerwona scena      | Czerwona scena    | Czerwona scena               |
| 19 czerwca         | 20 czerwca              | 21 czerwca             | 19 czerwca          | 20 czerwca        | 21 czerwca                   |
| Metallica          | Placebo                 | Die Toten Hosen        | Nine Inch Nails     | In Extremo        | Machine Head                 |
| Slipknot           | Kaiser Chiefs           | Limp Bizkit            | Faith No More       | Chickenfoot       | Dimmu Borgir                 |
| Mastodon           | Chris Cornell           | Guano Apes             | Gogol Bordello      | Killswitch Engage | Trivium                      |
| Disturbed          | Staind                  | Madsen                 | Sunrise Avenue      | Monster Magnet    | Static-X                     |
| Black Stone Cherry | Dredg                   | Less Than Jake         | The Gaslight Anthem | All That Remains  | Sevendust                    |
| Caliban            | Lacuna Coil             | Duff Mc Kagan's Loaded | The Living End      | Dir En Grey       | Bring Me the Horizon         |
| Sonic Syndicate    | Expatriate              | 3 Feet Smaller         | Julia               | Atrocity          | August Burns Red             |
| Drumatical Theatre | The Druango Riot        | Kilians                | The Temper Trap     | Eisbrecher        | And So I Watch You From Afar |
| Xenesthis          | No Head On My Shoulders | Zeronic                | Rolo Tomassi        | Centao            | Kontrust                     |

## 2010
- Szósta edycja odbyła się w dniach 11 - 13 czerwca 2010 roku. Wystąpiły następujące zespoły:

| Niebieska scena       | Niebieska scena  | Niebieska scena | Czerwona scena       | Czerwona scena    | Czerwona scena               |
| 11 czerwca            | 12 czerwca       | 13 czerwca      | 11 czerwca           | 12 czerwca        | 13 czerwca                   |
| Rammstein             | Green Day        | Beatsteaks      | Deichkind            | Slayer            | Bullet for My Valentine      |
| Stone Temple Pilots   | Joan Jett        | The Prodigy     | Sportfreunde Stiller | Hatebreed         | Killswitch Engage            |
| Ska P                 | The Hives        | The Bosshoss    | Kate Nash            | Amon Amarth       | Deftones                     |
| Stone Sour            | Enter Shikari    | Alice in Chains | Bauchklang           | Heaven Shall Burn | As I Lay Dying               |
| Slash                 | Danko Jones      | Bela B          | Hot Water Music      | Skindred          | Unearth                      |
| Subway to Sally       | Zebrahead        | Alkbottle       | Russkaja             | Bleeding Through  | 36 Crazyfists                |
| Airbourne             | The Sorrow       | The Get Up Kids | Saint Lu             | Negative          | A Day to Remember            |
| Hellyeah              | Red Lights Flash | Datarock        | Guadalajara          | From Dawn to Fall | Job for a Cowboy             |
| Dillinger Escape Plan |                  | The Gogets      | Calibro 35           | Cynic             | Creature with The Atom Brain |